# Fiat 131
Fiat 131 byl automobil nižší střední třídy, který v letech 1974 až 1984 vyráběla italská automobilka Fiat. Jeho předchůdcem byl Fiat 124, nástupcem typ Regata. Vyráběl se jako dvou- nebo čtyřdveřový sedan, popřípadě jako pětidveřové kombi.

## Historie
Poprvé se představil na autosalonu v Turíně v roce 1974. Celkově bylo vyrobeno 1 513 800 vozů. Vůz měl motor umístěn vpředu a pohon zadních kol. Vpředu měl vůz kotoučové, vzadu bubnové brzdy. V roce 1978 se objevil drobný facelift. Kulaté světlomety byly vyměněny za hranaté. Pozměněn byl i design nárazníků. Kombi bylo přejmenováno na Panorama. Další změna přišla v roce 1981. Tentokrát se změny týkaly zejména interiéru. O dva roky později byla výroba sedanu zastavena. Výroba kombi pokračovala do nástupu výroby Regata Weekend. Do roku 1982 probíhala výroba Fiatu 131 sedan i ve Španělsku. Prodával se ale jako Seat 131. Licenční výroba probíhala také v turecké firmě Tofaş v Burse. Zde se vůz vyráběl pod názvem Murat 131.

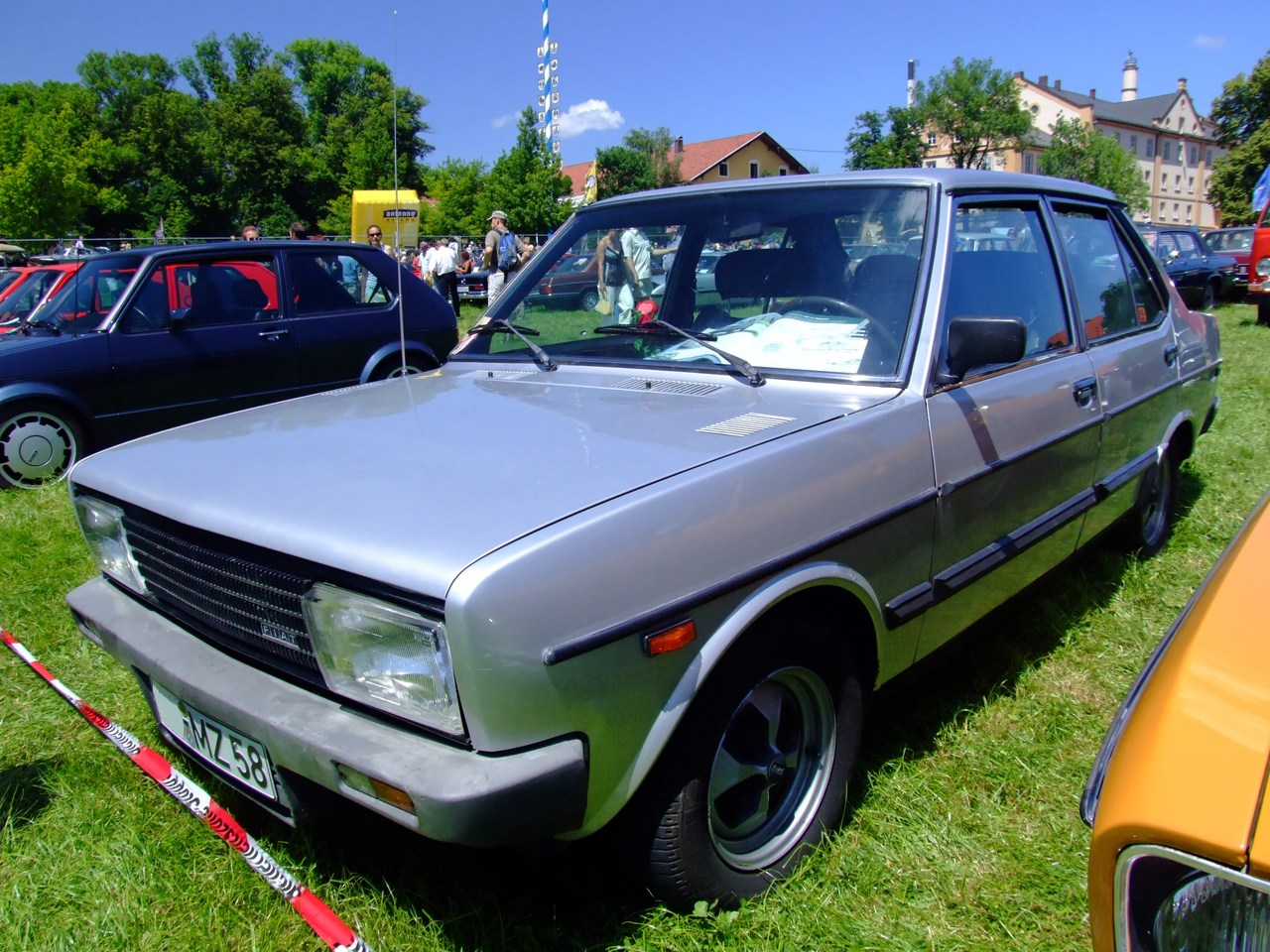
Fiat 131 Supermirafiori (1978–1981)
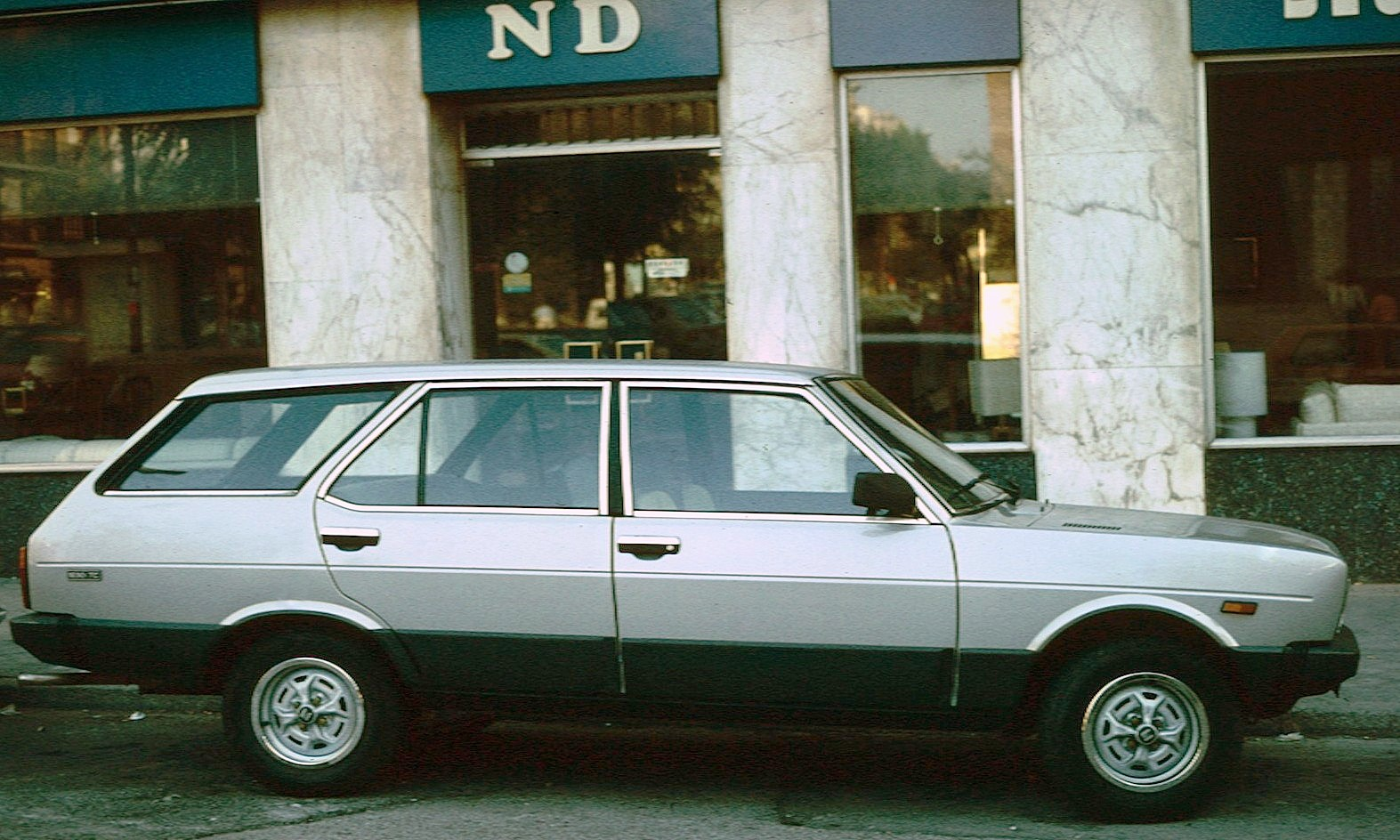
Fiat 131 Panorama (1978–1981)
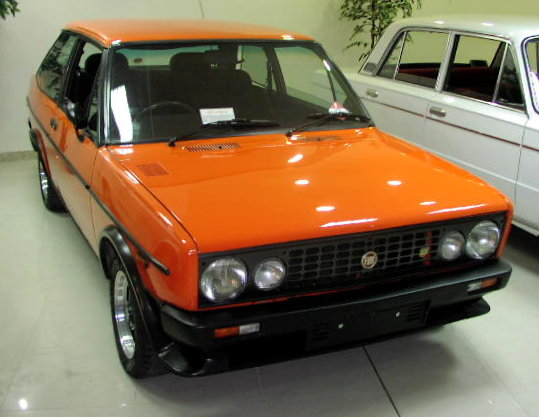
Fiat 131 2000 TC Racing (1978–1982)
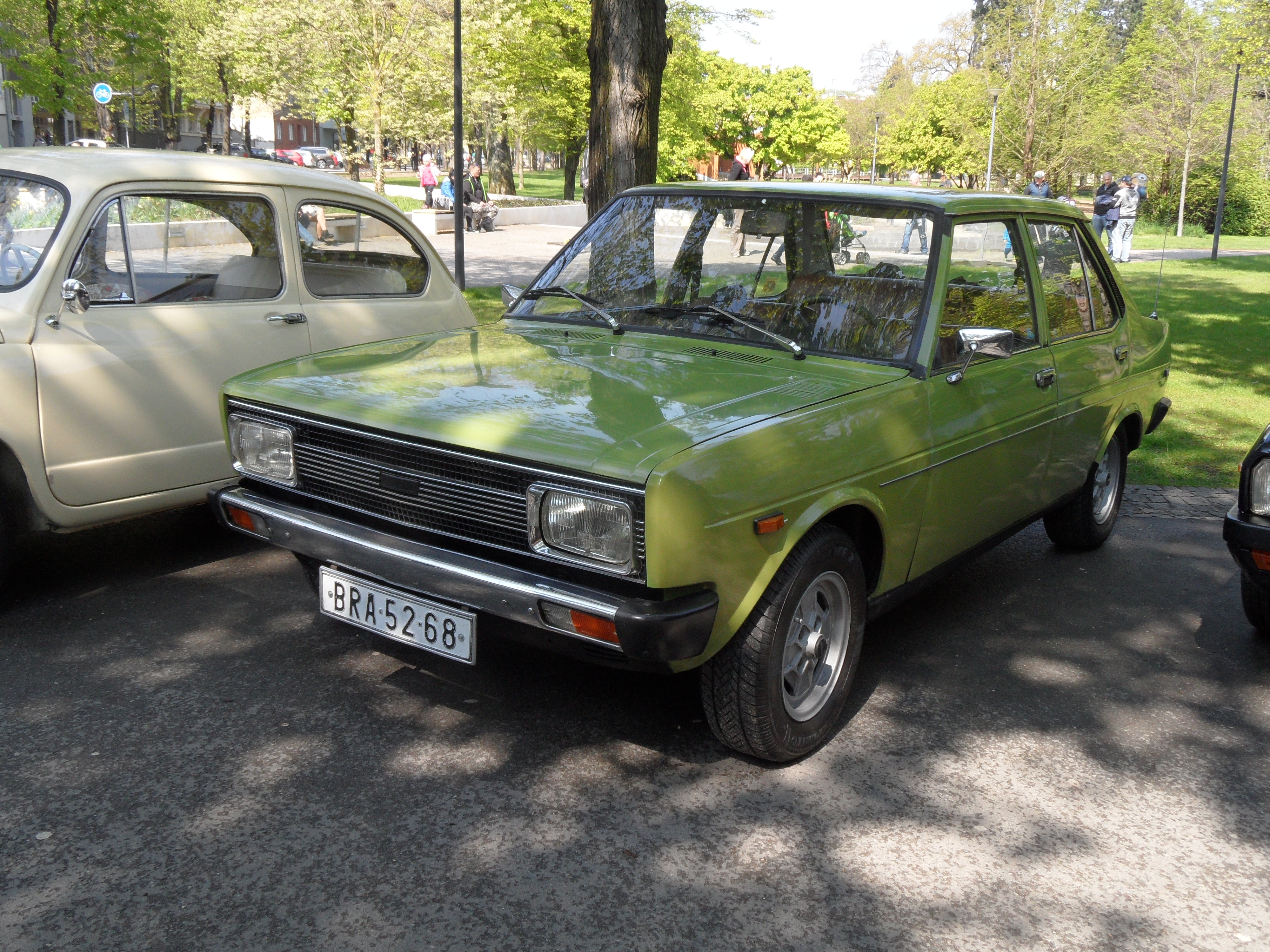
Fiat 131 (Mirafiori) 1600 na srazu v Poděbradech

## Rozměry
- Rozvor - 2490 mm
- Délka - 4231 - 4264 mm
- Šířka - 1644 - 1651 mm
- Výška - 1381 - 1411 mm
- Váha - 950 - 1145 kg

## Ve sportu
Vůz Fiat 131 Abarth vyhrál mistrovství světa v rallye v letech 1977, 1978 a 1980. Tituly mistra světa jezdců získali Markku Alen a Walter Röhrl. Později se generálním sponzorem závodních vozů Fiat stala letecká společnost Alitalia.Závodní verze měla výkon 158 kW.

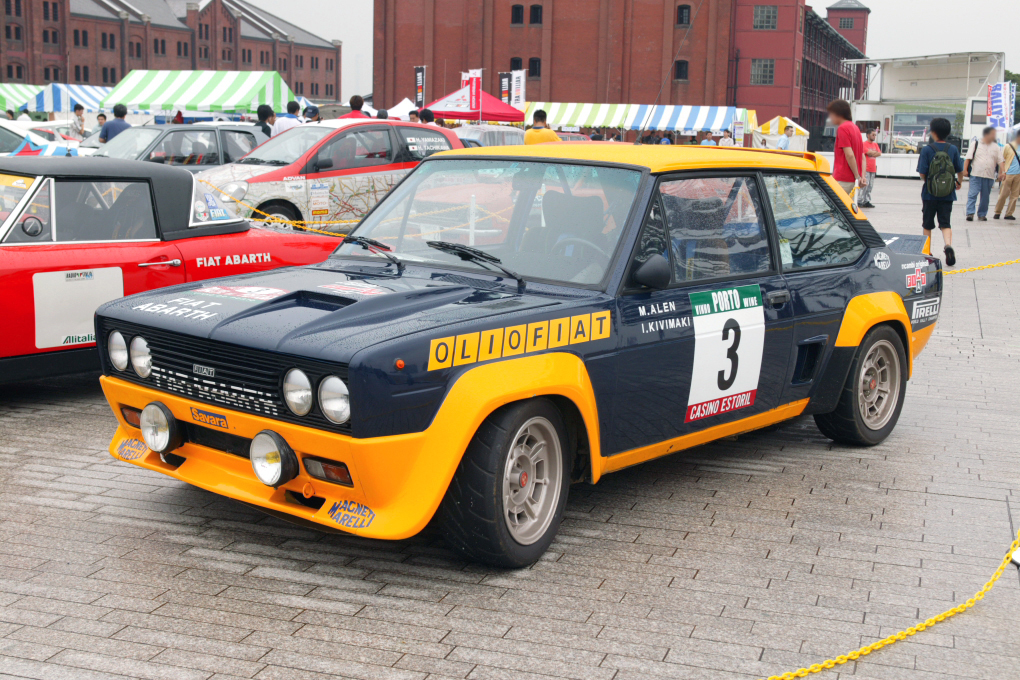
Fiat Abarth 131 v barvách "OlioFiat"
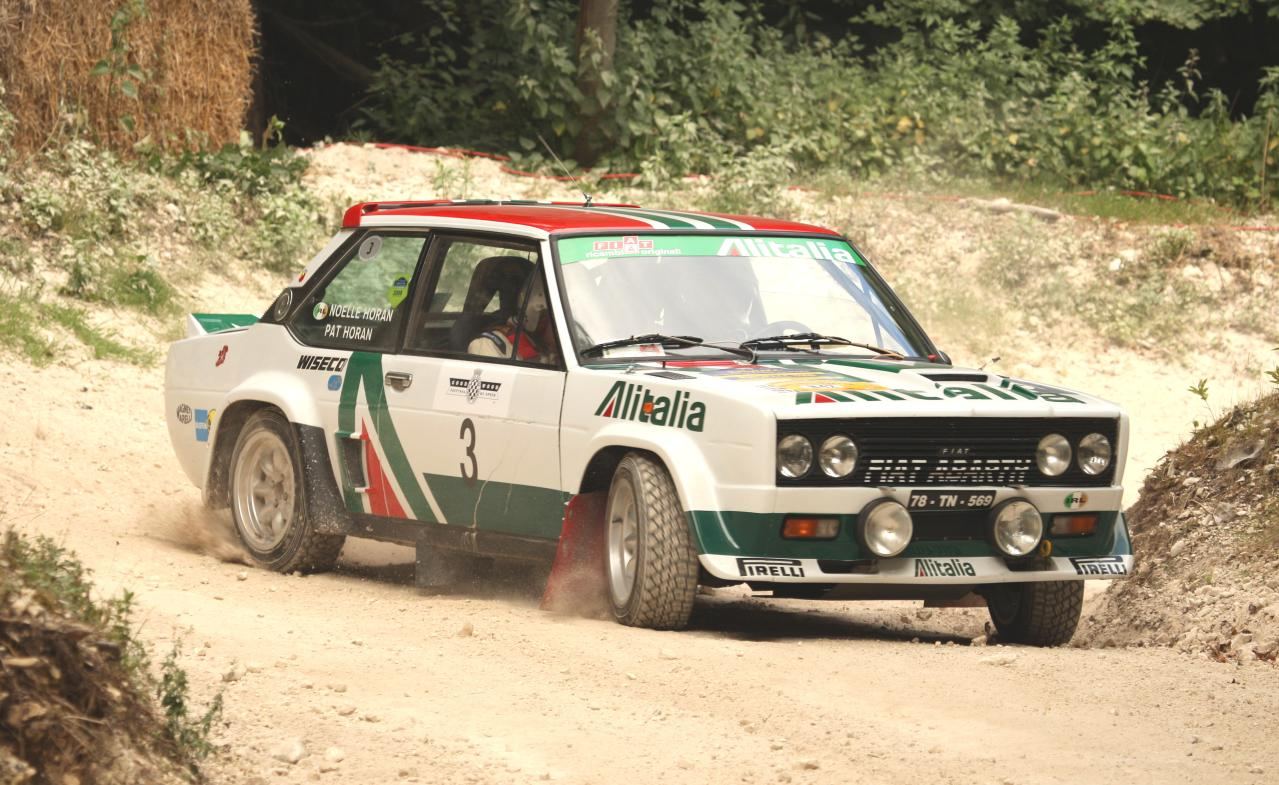
Fiat Abarth 131 v barvách "Alitalia"
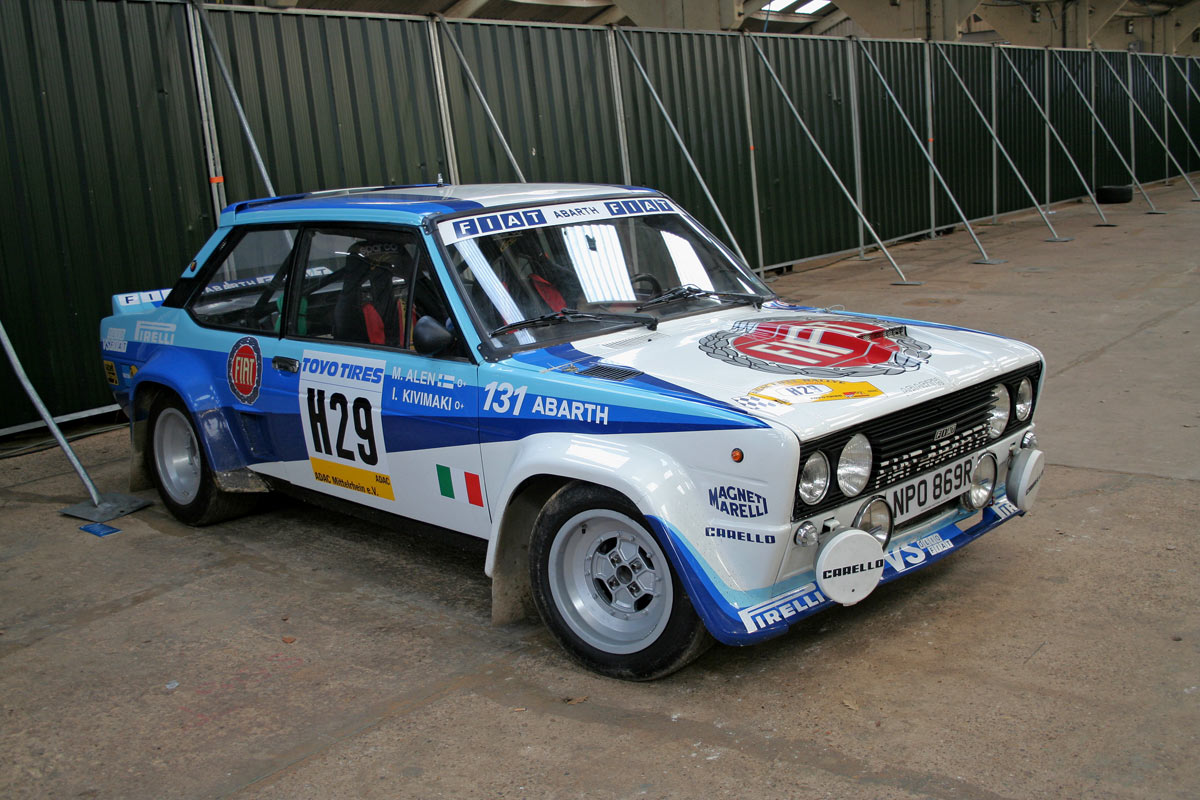
Fiat Abarth 131 v barvách "Wreath Fiat"